# Silvero Pereira
Silvero Pereira (Mombaça, 20 de junho de 1982) é um ator e diretor brasileiro, que tornou-se conhecido por seus trabalhos no cinema e televisão. Ele é ganhador de vários prêmios, incluindo um Grande Otelo, um Prêmio Guarani, e um Prêmio Extra, além de ter sido nomeado a um prêmio Melhores do Ano. Nos anos recentes, tem sido aclamado criticamente por suas atuações em séries televisivas e produções cinematográficas, bem como sua frequente defesa de temas que incluem diversidade na indústria do entretenimento.
Graduado em artes cénicas pelo Instituto Federal do Ceará, Silvero iniciou sua carreira ainda na adolescência no teatro amador. Ele fez parte de inúmeros grupos artísticos do teatro, principalmente em seu estado, o Ceará. Ele também é autor de peças. Escreveu o espetáculo BR-Trans, o qual também protagonizou como Gisele. Recebeu aclamação por esse trabalho sendo indicado às principais premiações do teatro brasileiro. Em 2013 estreou no cinema interpretando Severino no drama Serra Pelada. Mas foi em 2017 que ele ganhou maior notoriedade ao integrar o elenco da novela A Força do Querer, como Nonato. Por seu desempenho, ele recebeu o Prêmio Extra e foi indicado ao Melhores do Ano, ambos na categoria de ator revelação.
Em 2019 se destacou no filme de ficção científica Bacurau, onde ele interpretou o herói Lunga. O personagem se popularizou e Silvero foi novamente aclamado pela crítica por sua interpretação. Por esse trabalho, ele foi premiado pela Academia Brasileira de Cinema com o Grande Otelo de Melhor Ator, além de ter recebido o Prêmio Guarani de Melhor Ator Coadjuvante e muitas outras premiações. Em 2022 voltou a ter destaque com a novela Pantanal, onde deu vida ao peão Zaquieu e também estrelando a série de suspense cômico Nada Suspeitos, da Netflix, como Áquila.

## Carreira
Silvero começou na carreira artística com 17 anos fazendo teatro. É casado há 10 anos com o dramaturgo carioca Rafael Barbosa. Além dos diversos trabalhos com grupos cearenses, ele fundou duas companhias em Fortaleza: a Inquieta Cia. de Teatros e o Coletivo Artístico As Travestidas. O Coletivo Artístico As Travestidas foi fundado por Silvero há 14 anos. Composto por atores e atrizes transexuais e travestis e artistas transformistas, o projeto é realizado em Fortaleza e já produziu sete espetáculos, com temporadas nas regiões Sul e Sudeste. “O projeto visa questionar a sociedade sobre a caricatura e o estereótipo do universo trans, promovendo, com isso, um conhecimento mais aprofundado sobre o assunto e tentando desconstruir preconceito, esclarecendo e promovendo uma maior compreensão através da arte, em especial o teatro”, explica.
Sua estreia no cinema foi no longa metragem Serra Pelada (2013), que mais tarde, virou série na Globo. Durante uma apresentação da peça "BR-Trans" no Rio de Janeiro, Silveiro foi descoberto por Glória Perez, que o convidou para participar da novela das das nove, A Força do Querer (2017). Por esse trabalho, foi indicado na 22ª edição do Melhores do Ano na categoria melhor ator revelação.
Em 2021, foi anunciado que Silvero interpretará o estilista Clodovil Hernandes em série dirigida por Rodrigo Cesar. No mesmo ano, Silvero estrelou no curta-metragem musical Fantasma Neon, que teve estreia na competição do Festival de Locarno, onde o filme ganhou o Leopardo de Ouro de Melhor Curta-Metragem Internacional.
Em 10 de agosto de 2022, apresentou o 21º Grande Prêmio do Cinema Brasileiro, ao lado de Camila Pitanga, onde também cantou músicas de sucesso. Ainda em 2022, participou da novela Pantanal, da Rede Globo, como o mordomo Zaquieu, interpretado por João Alberto Pinheiro na versão de 1990. No mesmo ano estreou a série Nada Suspeitos, da Netflix, interpretando Áquila, irmão da protagonista Bete. No cinema, ele apostou em participações em diferentes comédias, como em Me Tira da Mira, onde interpreta o mafioso perigoso Ramírez, em Bem-vinda a Quixeramobim, no papel do grande empresário Heron, e em De Repente Drag, interpretando a drag queen Pepita. 
Em 2024, ele se consagrou como o grande campeão da 4ª temporada do reality musical The Masked Singer Brasil, onde se apresentava anonimamente, utilizando roupa e máscara próprias de um personagem, o Bode. Após dois anos afastado das novelas desde o fim de Pantanal, ele foi confirmado no elenco de Garota do Momento, onde viverá Érico, um personagem que fará shows como a drag queen Verônica. Ele também terá um filho na trama. 

## Filmografia

### Televisão
| Ano  | Título                       | Personagem                                       | Notas                                                   |
| ---- | ---------------------------- | ------------------------------------------------ | ------------------------------------------------------- |
| 2014 | Serra Pelada: A Saga do Ouro | Severino                                         |                                                         |
| 2017 | A Força do Querer            | Raimundo Nonato da Silva (Nonato) / Elis Miranda |                                                         |
| 2017 | Fantástico                   | Repórter especial                                | Quadro: Repórter por um Dia                             |
| 2018 | Show dos Famosos             | Participante                                     | Temporada 2                                             |
| 2022 | Pantanal                     | Zacarias Araújo do Nascimento (Zaquieu)          |                                                         |
| 2022 | Nada Suspeitos               | Áquila Oliveira / Jeniffer Tarantino             |                                                         |
| 2024 | The Masked Singer Brasil     | Participante (1° Lugar)                          | Temporada 4                                             |
| 2024 | Desejos S.A.                 | Caco                                             |                                                         |
| 2024 | Estrela da Casa              | Repórter                                         |                                                         |
| 2025 | Garota do Momento            | Érico Pedroso / Veronica Queen                   | Episódios: "1 de fevereiro–19 de abril" e "27 de junho" |
| 2025 | Dança dos Famosos            | Participante                                     | Temporada 22                                            |

### Cinema
| Ano  | Título                   | Personagem                                     | Notas          |
| ---- | ------------------------ | ---------------------------------------------- | -------------- |
| 2013 | Serra Pelada             | Severino                                       |                |
| 2015 | As Bodas do Diabo        | Shoshanna                                      | Curta-metragem |
| 2016 | Mar de Ziba              | Mulher                                         | Curta-metragem |
| 2017 | Copa 181                 |                                                |                |
| 2017 | No Fim de Tudo           | Josy                                           | Curta-metragem |
| 2019 | Bacurau                  | Lunga                                          |                |
| 2021 | Fantasma Neon            | Felipe                                         | Curta-metragem |
| 2022 | Me Tira da Mira          | Ramírez                                        |                |
| 2022 | Bem-Vinda a Quixeramobim | Heron                                          |                |
| 2022 | De Repente Drag          | Pepita                                         |                |
| 2024 | Maníaco do Parque        | Francisco de Assis Pereira / Maníaco do Parque |                |

## Teatro
| Ano  | Título           | Personagem       | Nota         |
| ---- | ---------------- | ---------------- | ------------ |
| 2002 | Uma Flor de Dama | Gisele Almodavár | também autor |
| 2013 | BR-Trans         | Gisele           | também autor |

## Prêmios e indicações
| Ano  | Prêmio                                                                       | Categoria                           | Trabalho          | Resultado |
| ---- | ---------------------------------------------------------------------------- | ----------------------------------- | ----------------- | --------- |
| 2015 | Prêmio APTR                                                                  | Melhor Ator                         | BR-Trans          | Indicado  |
| 2015 | Prêmio APTR                                                                  | Melhor Autor                        | BR-Trans          | Indicado  |
| 2015 | Prêmio Questão de Crítica                                                    | Melhor Autor                        | BR-Trans          | Indicado  |
| 2015 | Prêmio Questão de Crítica                                                    | Melhor Espetáculo                   | BR-Trans          | Indicado  |
| 2015 | Prêmio Questão de Crítica                                                    | Melhor Ator                         | BR-Trans          | Indicado  |
| 2016 | Prêmio Aplauso Brasil de Teatro                                              | Melhor Ator                         | BR-Trans          | Venceu    |
| 2016 | Prêmio Aplauso Brasil de Teatro                                              | Melhor Espetáculo                   | BR-Trans          | Venceu    |
| 2016 | Prêmio Aplauso Brasil de Teatro                                              | Dramaturgia                         | BR-Trans          | Venceu    |
| 2016 | Festival Nordestino de Teatro de Guaramiranga                                | Melhor Espetáculo                   | BR-Trans          | Venceu    |
| 2016 | Festa Internacional de Teatro de Angra (FITA)                                | Categoria Especial                  | BR-Trans          | Indicado  |
| 2016 | Festa Internacional de Teatro de Angra (FITA)                                | Melhor Espetáculo                   | BR-Trans          | Indicado  |
| 2016 | Prêmio Cenym de Teatro                                                       | Melhor Ator                         | BR-Trans          | Indicado  |
| 2016 | Prêmio Cenym de Teatro                                                       | Melhor Monólogo                     | BR-Trans          | Indicado  |
| 2016 | Prêmio Cenym de Teatro                                                       | Melhor Texto Original               | BR-Trans          | Indicado  |
| 2017 | Melhores do Ano                                                              | Melhor Ator Revelação               | A Força do Querer | Indicado  |
| 2017 | Prêmio Contigo! Online                                                       | Melhor Ator Revelação               | A Força do Querer | Indicado  |
| 2017 | Troféu UOL TV e Famosos                                                      | Revelação da TV                     | A Força do Querer | Indicado  |
| 2017 | Melhores do Ano NaTelinha                                                    | Ator/Atriz Revelação                | A Força do Querer | Indicado  |
| 2017 | Melhores do Ano Minha Novela                                                 | Revelação                           | A Força do Querer | Indicado  |
| 2018 | Troféu Internet                                                              | Melhor Ator Revelação               | A Força do Querer | Indicado  |
| 2018 | Prêmio Extra de Televisão                                                    | Revelação Masculina                 | A Força do Querer | Venceu    |
| 2018 | Curta Taquary                                                                | Melhor Ator                         | No Fim de Tudo    | Venceu    |
| 2018 | Festival Audiovisual Comunicurtas UEPB                                       | Melhor Ator                         | No Fim de Tudo    | Venceu    |
| 2018 | Festival de Cinema do Paranoá                                                | Melhor Ator                         | No Fim de Tudo    | Venceu    |
| 2018 | Festival de Cinema de Rua de Remígio                                         | Melhor Ator                         | No Fim de Tudo    | Venceu    |
| 2018 | Festival Internacional da Diversidade Sexual e de Gênero de Goiás (DIGO)     | Menção Honrosa                      | No Fim de Tudo    | Venceu    |
| 2018 | FestCine Borborema                                                           | Menção Honrosa                      | No Fim de Tudo    | Venceu    |
| 2018 | Festival de Triunfo                                                          | Melhor Ator de Curta-metragem       | No Fim de Tudo    | Venceu    |
| 2019 | Prêmio Men of the Year Brasil                                                | Homem do Ano (Cinema)               | Bacurau           | Venceu    |
| 2019 | Prêmio Orgulho                                                               | Atuação (voto popular)              | Bacurau           | Venceu    |
| 2020 | Prêmio Platino                                                               | Interpretação Masculina de Filme    | Bacurau           | Indicado  |
| 2020 | Prêmio Faz Diferença                                                         | Categoria Segundo Caderno/ Cinema   | Bacurau           | Indicado  |
| 2020 | Prêmio Guarani de Cinema Brasileiro                                          | Ator Coadjuvante                    | Bacurau           | Venceu    |
| 2020 | Grande Prêmio do Cinema Brasileiro                                           | Melhor Ator                         | Bacurau           | Venceu    |
| 2020 | Festival Sesc Melhores Filmes                                                | Melhor Ator Nacional                | Bacurau           | Indicado  |
| 2020 | Splash Awards                                                                | Melhor Ator                         | Bacurau           | Indicado  |
| 2020 | Poc Awards                                                                   | Personalidade do Ano                | Silvero Pereira   | Venceu    |
| 2021 | Prêmio Glow                                                                  | Personalidade LGBTQIA+ do Ano       | Silvero Pereira   | Indicado  |
| 2022 | RibaCine — Festival de Cinema de Rio Bonito                                  | Melhor Elenco (com Dennis Pinheiro) | Fantasma Neon     | Venceu    |
| 2022 | Melhores do Ano                                                              | Melhor Ator Coadjuvante             | Pantanal          | Indicado  |
| 2022 | Prêmio Área VIP                                                              | Melhor Personagem                   | Pantanal          | Indicado  |
| 2022 | Poc Awards                                                                   | Ator (voto popular)                 | Pantanal          | Indicado  |
| 2022 | Poc Awards                                                                   | Ator (voto júri)                    | Pantanal          | Venceu    |
| 2022 | Poc Awards                                                                   | Ícone do ano                        | Silvero Pereira   | Indicado  |
| 2022 | For Rainbow – Festival de Cinema e Cultura da Diversidade Sexual e de Gênero | Troféu Elke Maravilha               | Conjunto da Obra  | Venceu    |
| 2023 | Festival Sesc Melhores Filmes                                                | Melhor Ator Nacional                | De Repente Drag   | Indicado  |
| 2023 | Prêmio Biscoito                                                              | Protagonista do Vale                | De Repente Drag   | Indicado  |
| 2024 | Prêmio iBest                                                                 | Protagonista Influenciador          | Silvero Pereira   | Indicado  |
| 2024 | Prêmio iBest                                                                 | Influenciador Ceará                 | Silvero Pereira   | Pendente  |
| 2024 | Prêmio F5                                                                    | Melhor Atuação em Filme             | Maníaco do Parque | Pendente  |